# Vingt-septième circonscription de Paris de 1958 à 1986
De 1958 à 1986, la vingt-septième circonscription législative de Paris recouvrait trois quartiers du 18e arrondissement de la capitale : la Goutte-d'Or, La Chapelle et la partie de Clignancourt à l'est des boulevards Barbès et Ornano. Cette délimitation s'est appliquée aux sept premières législatures de la Cinquième République française. De 1958 à 1967, elle se confond avec la 27e circonscription de la Seine.

## Délimitation de la circonscription
En 1986, la majeure partie de cette circonscription est intégrée, avec une partie de l'ancienne vingt-huitième circonscription et une petite partie de l'ancienne vingt-neuvième circonscription, dans la nouvelle « dix-neuvième circonscription », l'autre partie rejoignant la nouvelle « dix-huitième circonscription ».

## Liste des députés
| Législature | Début de mandat | Fin de mandat  | Député élu               |  | Parti politique | Observations                                                       |
| ----------- | --------------- | -------------- | ------------------------ |  | --------------- | ------------------------------------------------------------------ |
| Ire         | 9 décembre 1958 | 9 octobre 1962 | Jean Bernasconi          |  | UNR             | mandat écourté à la suite d'une dissolution du général de Gaulle   |
| IIe         | 6 décembre 1962 | 2 avril 1967   | Jean Bernasconi          |  | UNR             |                                                                    |
| IIIe        | 3 avril 1967    | 30 mai 1968    | Louis Baillot            |  | PCF             | mandat écourté à la suite d'une dissolution du général de Gaulle   |
| IVe         | 11 juillet 1968 | 1er avril 1973 | Jean Bernasconi          |  | UDR             |                                                                    |
| Ve          | 2 avril 1973    | 2 avril 1978   | Louis Baillot            |  | PCF             |                                                                    |
| VIe         | 3 avril 1978    | 22 mai 1981    | Jean-Pierre Pierre-Bloch |  | UDF (PSD)       | mandat écourté à la suite d'une dissolution de François Mitterrand |
| VIIe        | 2 juillet 1981  | 1er avril 1986 | Lionel Jospin            |  | PS              |                                                                    |

En 1985, le président de la République François Mitterrand changea le mode de scrutin des députés en établissant le scrutin proportionnel par département. Le nombre de députés du département de Paris fut ramené de 31 à 21 et les circonscriptions furent supprimées au profit du département.

## Résultats électoraux

### Élections de 1958
| Candidat       | Candidat                    | Parti          | Premier tour | Premier tour | Second tour | Second tour |  |
| Candidat       | Candidat                    | Parti          | Voix         | %            | Voix        | %           |  |
| -------------- | --------------------------- | -------------- | ------------ | ------------ | ----------- | ----------- |  |
|                | Jeannette Thorez-Vermeersch | PCF            | 11 455       | 30,37        | 12 545      | 33,27       |  |
|                | Jean Bernasconi élu         | UNR            | 6 786        | 17,99        | 20 160      | 53,47       |  |
|                | Claude Fuzier               | SFIO           | 5 753        | 15,25        | 4 985       | 13,22       |  |
|                | Charles Tichet              | MRP            | 4 562        | 12,09        | 11          | 0,03        |  |
|                | Jean Robyn                  | CNIP           | 4 194        | 11,12        | 5           | 0,01        |  |
|                | Victor Rochenoir            | CRR            | 2 829        | 7,5          | Retrait     | Retrait     |  |
|                | Jacques Malhomme            | Extrême droite | 1 155        | 3,06         |             |             |  |
|                | Raymond Oury                | UFF            | 988          | 2,62         |             |             |  |
|                |                             |                |              |              |             |             |  |
| Inscrits       | Inscrits                    | Inscrits       | 49 980       | 100,00       | 49 976      | 100,00      |  |
| Abstentions    | Abstentions                 | Abstentions    | 11 221       | 22,45        | 11 642      | 23,3        |  |
| Votants        | Votants                     | Votants        | 38 759       | 77,55        | 38 334      | 76,7        |  |
| Blancs et nuls | Blancs et nuls              | Blancs et nuls | 1 037        | 2,68         | 628         | 1,64        |  |
| Exprimés       | Exprimés                    | Exprimés       | 37 722       | 97,32        | 37 706      | 98,36       |  |

Le suppléant de Jean Bernasconi était Henri Pozza.

### Élections de 1962
| Candidat       | Candidat                      | Parti          | Premier tour | Premier tour | Second tour | Second tour |  |
| Candidat       | Candidat                      | Parti          | Voix         | %            | Voix        | %           |  |
| -------------- | ----------------------------- | -------------- | ------------ | ------------ | ----------- | ----------- |  |
|                | Jean Bernasconi sortant réélu | UNR-UDT        | 12 506       | 42,32        | 14 919      | 48,55       |  |
|                | Louis Baillot                 | PCF            | 11 873       | 40,18        | 13 762      | 44,79       |  |
|                | Charles Tichet                | MRP            | 3 091        | 10,46        | Retrait     | Retrait     |  |
|                | Joseph Collin                 | Modérés        | 2 079        | 7,04         | 2 047       | 6,66        |  |
|                |                               |                |              |              |             |             |  |
| Inscrits       | Inscrits                      | Inscrits       | 46 011       | 100,00       | 46 011      | 100,00      |  |
| Abstentions    | Abstentions                   | Abstentions    | 15 541       | 33,78        | 14 481      | 31,47       |  |
| Votants        | Votants                       | Votants        | 30 470       | 66,22        | 31 530      | 68,53       |  |
| Blancs et nuls | Blancs et nuls                | Blancs et nuls | 921          | 3,02         | 802         | 2,54        |  |
| Exprimés       | Exprimés                      | Exprimés       | 29 549       | 96,98        | 30 728      | 97,46       |  |

Le suppléant de Jean Bernasconi était Henri Pozza.

### Élections de 1967
| Candidat                  | Candidat                | Parti                | Premier tour | Premier tour | Second tour | Second tour |  |
| Candidat                  | Candidat                | Parti                | Voix         | %            | Voix        | %           |  |
| ------------------------- | ----------------------- | -------------------- | ------------ | ------------ | ----------- | ----------- |  |
|                           | Jean Bernasconi sortant | UD-Ve                | 13 174       | 39,98        | 15 046      | 47,71       |  |
|                           | Louis Baillot élu       | PCF                  | 11 310       | 34,33        | 16 493      | 52,29       |  |
|                           | Roger Friedmann         | FGDS (Radical)       | 4 730        | 14,36        | Retrait     | Retrait     |  |
|                           | Bernard Maurize         | CD (PDM)             | 3 124        | 9,48         |             |             |  |
|                           | Georges Maupin          | Extrême gauche (UCI) | 610          | 1,85         |             |             |  |
|                           |                         |                      |              |              |             |             |  |
| Inscrits                  | Inscrits                | Inscrits             | 42 280       | 100,00       | 42 280      | 100,00      |  |
| Abstentions               | Abstentions             | Abstentions          | 8 655        | 20,47        | 9 645       | 22,81       |  |
| Votants                   | Votants                 | Votants              | 33 625       | 79,53        | 32 635      | 77,19       |  |
| Blancs et nuls            | Blancs et nuls          | Blancs et nuls       | 677          | 2,01         | 1 096       | 3,36        |  |
| Exprimés                  | Exprimés                | Exprimés             | 32 948       | 97,99        | 31 539      | 96,64       |  |
| Source : CDSP et Le Monde |                         |                      |              |              |             |             |  |

Le suppléant de Louis Baillot était Jean Gajer, dessinateur industriel.

### Élections de 1968
| Candidat                  | Candidat              | Parti          | Premier tour | Premier tour | Second tour | Second tour |  |
| Candidat                  | Candidat              | Parti          | Voix         | %            | Voix        | %           |  |
| ------------------------- | --------------------- | -------------- | ------------ | ------------ | ----------- | ----------- |  |
|                           | Jean Bernasconi élu   | UDR (URP)      | 11 530       | 38,55        | 14 757      | 52,34       |  |
|                           | Louis Baillot sortant | PCF            | 9 368        | 31,32        | 13 435      | 47,66       |  |
|                           | Bernard Maurize       | CD (PDM)       | 2 763        | 9,24         |             |             |  |
|                           | Roger Friedmann       | FGDS (Radical) | 2 272        | 7,60         |             |             |  |
|                           | René Thomas           | RI             | 1 757        | 5,87         |             |             |  |
|                           | Charles Cimerman      | PSU            | 1 686        | 5,64         |             |             |  |
|                           | Jean-Marie Detton     | Divers (TD)    | 300          | 1,00         |             |             |  |
|                           | Ivan d'Ornano         | Divers (MPR)   | 232          | 0,78         |             |             |  |
|                           |                       |                |              |              |             |             |  |
| Inscrits                  | Inscrits              | Inscrits       | 39 980       | 100,00       | 39 980      | 100,00      |  |
| Abstentions               | Abstentions           | Abstentions    | 9 720        | 24,31        | 10 883      | 27,22       |  |
| Votants                   | Votants               | Votants        | 30 260       | 75,69        | 29 097      | 72,78       |  |
| Blancs et nuls            | Blancs et nuls        | Blancs et nuls | 352          | 1,16         | 905         | 3,11        |  |
| Exprimés                  | Exprimés              | Exprimés       | 29 908       | 98,84        | 28 192      | 96,89       |  |
| Source : CDSP et Le Monde |                       |                |              |              |             |             |  |

Le Docteur Claude Krief était suppléant de Jean Bernasconi.

### Élections de 1973
| Candidat       | Candidat                 | Parti          | Premier tour | Premier tour | Second tour | Second tour |  |
| Candidat       | Candidat                 | Parti          | Voix         | %            | Voix        | %           |  |
| -------------- | ------------------------ | -------------- | ------------ | ------------ | ----------- | ----------- |  |
|                | Louis Baillot élu        | PCF            | 8 939        | 31,81        | 13 964      | 51,77       |  |
|                | Jean Bernasconi sortant  | UDR (URP)      | 7 538        | 26,83        | 947         | 3,51        |  |
|                | Jean Fournier-Sicre      | PS (UGSD)      | 4 352        | 15,49        | Retrait     | Retrait     |  |
|                | Jean-Pierre Pierre-Bloch | MDSF (MR)      | 3 977        | 14,15        | 12 062      | 44,72       |  |
|                | Charles Cimerman         | PSU            | 1 263        | 4,49         |             |             |  |
|                | Jean-Jacques Préa        | Divers droite  | 1 216        | 4,33         |             |             |  |
|                | Michel Petit             | FN             | 771          | 2,74         |             |             |  |
|                | Henri Pozza              | Divers droite  | 42           | 0,15         |             |             |  |
|                |                          |                |              |              |             |             |  |
| Inscrits       | Inscrits                 | Inscrits       | 36 220       | 100,00       | 36 226      | 100,00      |  |
| Abstentions    | Abstentions              | Abstentions    | 7 595        | 20,97        | 7 618       | 21,03       |  |
| Votants        | Votants                  | Votants        | 28 625       | 79,03        | 28 608      | 78,97       |  |
| Blancs et nuls | Blancs et nuls           | Blancs et nuls | 527          | 1,84         | 1 635       | 5,72        |  |
| Exprimés       | Exprimés                 | Exprimés       | 28 098       | 98,16        | 26 973      | 94,28       |  |

Andrée Lefrère-Grunn était suppléante de Louis Baillot.

### Élections de 1978
| Candidat       | Candidat                     | Parti                     | Premier tour | Premier tour | Second tour | Second tour |  |
| Candidat       | Candidat                     | Parti                     | Voix         | %            | Voix        | %           |  |
| -------------- | ---------------------------- | ------------------------- | ------------ | ------------ | ----------- | ----------- |  |
|                | Louis Baillot sortant        | PCF                       | 7 145        | 26,85        | 13 132      | 48,94       |  |
|                | Jean-Pierre Pierre-Bloch élu | UDF (Rad)                 | 5 434        | 20,42        | 13 702      | 51,06       |  |
|                | Pol Échevin                  | PS                        | 5 144        | 19,33        | Retrait     | Retrait     |  |
|                | Jacqueline Delatte           | RPR                       | 4 390        | 16,5         |             |             |  |
|                | Nicole Chan                  | Écologie 78               | 1 202        | 4,52         |             |             |  |
|                | Jean Bernasconi              | Divers droite (Gaulliste) | 1 200        | 4,51         |             |             |  |
|                | Charles Cimerman             | PSU (FA)                  | 560          | 2,1          |             |             |  |
|                | Anne-Marie Barbot            | FN                        | 305          | 1,15         |             |             |  |
|                | Marcelin Arnal               | Divers droite (RUC)       | 303          | 1,14         |             |             |  |
|                | Roland Gaucher               | PFN                       | 265          | 1            |             |             |  |
|                | Arnaud Leclercq              | LCR (PSPT)                | 241          | 0,91         |             |             |  |
|                | Emmanuel Divialle            | LO                        | 212          | 0,8          |             |             |  |
|                | Daniel Bedot                 | UGP                       | 131          | 0,49         |             |             |  |
|                | Claude Lebrun                | UOPDP                     | 78           | 0,29         |             |             |  |
|                | Roger Van Autryve            | Divers droite (UNMP)      | 0            | 0            |             |             |  |
|                |                              |                           |              |              |             |             |  |
| Inscrits       | Inscrits                     | Inscrits                  | 35 587       | 100,00       | 35 588      | 100,00      |  |
| Abstentions    | Abstentions                  | Abstentions               | 8 603        | 24,17        | 7 957       | 22,36       |  |
| Votants        | Votants                      | Votants                   | 26 984       | 75,83        | 27 631      | 77,64       |  |
| Blancs et nuls | Blancs et nuls               | Blancs et nuls            | 374          | 1,39         | 797         | 2,88        |  |
| Exprimés       | Exprimés                     | Exprimés                  | 26 610       | 98,61        | 26 834      | 97,12       |  |

Le suppléant de Jean-Pierre Pierre-Bloch était Jean Fournier-Sicre, conseiller social.

### Élections de 1981
| Candidat                                    | Candidat                         | Parti             | Premier tour | Premier tour | Second tour | Second tour |  |
| Candidat                                    | Candidat                         | Parti             | Voix         | %            | Voix        | %           |  |
| ------------------------------------------- | -------------------------------- | ----------------- | ------------ | ------------ | ----------- | ----------- |  |
|                                             | Lionel Jospin élu                | PS                | 8 424        | 39,60        | 12 284      | 54,64       |  |
|                                             | Jean-Pierre Pierre-Bloch sortant | UDF (PSD)         | 8 303        | 39,03        | 10 196      | 45,36       |  |
|                                             | Louis Baillot                    | PCF               | 2 970        | 13,96        |             |             |  |
|                                             | Guy Pluvinage                    | PFN               | 476          | 2,24         |             |             |  |
|                                             | Jean-Dominique Simonpoli         | Divers écologiste | 445          | 2,09         |             |             |  |
|                                             | Liliane Mallière                 | FN                | 204          | 0,96         |             |             |  |
|                                             | Patrick Marlier                  | Divers gauche     | 176          | 0,82         |             |             |  |
|                                             | Danielle Czalczynski             | LCR               | 148          | 0,69         |             |             |  |
|                                             | Christine Gansoinat              | LO                | 124          | 0,58         |             |             |  |
|                                             |                                  |                   |              |              |             |             |  |
| Inscrits                                    | Inscrits                         | Inscrits          | 33 853       | 100,00       | 33 853      | 100,00      |  |
| Abstentions                                 | Abstentions                      | Abstentions       | 12 377       | 36,56        | 10 987      | 32,46       |  |
| Votants                                     | Votants                          | Votants           | 21 476       | 63,44        | 22 866      | 67,54       |  |
| Blancs et nuls                              | Blancs et nuls                   | Blancs et nuls    | 206          | 0,96         | 386         | 1,69        |  |
| Exprimés                                    | Exprimés                         | Exprimés          | 21 270       | 99,04        | 22 480      | 98,31       |  |
| Source : Sud-Ouest du 17 juin 1981, page 3. |                                  |                   |              |              |             |             |  |

Daniel Vaillant, technicien biologiste, était le suppléant de Lionel Jospin.